# (25330) 1999 KV4
(25330) 1999 KV4 – planetoida z grupy Apollo o średnicy 3,21 km, odkryta w 1999 roku.

## Odkrycie
(25330) 1999 KV4 została odkryta 17 maja 1999 roku w Catalina Station, obserwatorium astronomicznym położonym w górach Santa Catalina, około 29 kilometrów na północny wschód od Tucson w Arizonie, w ramach amerykańskiemu programu badawczego Catalina Sky Survey.

## Orbita
Orbita planetoidy charakteryzuje się półosią wielką 1,54 au, peryhelium 0,97 au, mimośrodem 0,37 au i nachyleniem 14,33° względem ekliptyki. Ze względu na te cechy, a mianowicie półoś wielką większą niż 1 au i peryhelium mniejsze niż 1,017 au, jest klasyfikowana jako planetoida Apollo.

## Charakterystyka fizyczna
(25330) 1999 KV4 ma jasność absolutną 16.6 i szacowane albedo 0.052, co pozwala na obliczenie średnicy 3.21 km.